# Richey Edwards
Richey Edwards, également appelé Richey James ou Richey Manic, est un musicien gallois né le 22 décembre 1967. Principal parolier des Manic Street Preachers, il contribue aux trois premiers albums du groupe avant de disparaître le 1er février 1995.

## Biographie

### Origines et éducation
Natif de Blackwood, dans le pays de Galles méridional, Richard James Edwards est scolarisé à la comprehensive school d'Oakdale (en), où sont également inscrits James Dean Bradfield, Sean Moore (en) et Nicky Wire (en). Il étudie à l'université de Swansea de 1986 à 1989. Sa spécialité est l'histoire politique, tout particulièrement les relations entre l'Allemagne et l'Union soviétique pendant l'entre-deux-guerres.

### Carrière musicale
Lorsque Bradfield, Moore et Wire forment les Manic Street Preachers, en 1986, Richey Edwards fait partie de leur entourage le plus proche : il leur sert de roadie et de chauffeur et s'occupe de leurs relations publiques. C'est une de ses photographies du trio qui sert de pochette au premier single du groupe, Suicide Alley (en). Il en devient officiellement le quatrième membre après la fin de ses études.
Bien qu'il sache à peine jouer de la guitare, Edwards occupe une place importante en tant que parolier (avec Nicky Wire) et porte-parole du groupe. Influencé par le situationnisme et le climat politique de l'époque, il développe un projet postmoderne et iconoclaste qui se reflète dans ses paroles (« j'ai ri quand Lennon s'est fait abattre » dans Motown Junk (en)) et les entretiens qu'il donne à la presse. Un incident fait date : lorsque le journaliste du NME Steve Lamacq remet en cause la sincérité de ses engagements, il s'empare d'une lame de rasoir et grave sur son avant-bras l'inscription « 4 REAL » (« pour de vrai »).
Les Manic Street Preachers décrochent un contrat avec Columbia Records et publient leur premier album, Generation Terrorists, en 1992. C'est un ambitieux double album de 18 morceaux qui témoigne de la culture littéraire d'Edwards, avec des citations de Sylvia Plath, Albert Camus ou Arthur Rimbaud dans le livret. Sa pochette est un gros plan sur le torse nu d'Edwards, qui porte un crucifix autour du cou et un tatouage d'une rose sur le bras.
Le succès est au rendez-vous, mais Edwards, qui souffre de dépression, s'enfonce dans l'alcoolisme, l'automutilation et l'anorexie. En 1994, il est interné pendant quelques semaines à l'hôpital de Whitchurch (en), à Cardiff, puis au Priory (en), à Londres. Le troisième et dernier album des Manic Street Preachers auquel il participe, The Holy Bible, paraît fin août 1994, peu avant sa sortie du Priory. Il se produit pour la dernière fois sur scène avec le groupe le 21 décembre 1994 au London Astoria.

### Disparition
Le matin du 1er février 1995, Richey Edwards quitte l'Embassy Hotel de Londres. Alors qu'il est censé se rendre aux États-Unis en avion pour une tournée promotionnelle, il prend sa voiture pour rentrer à son appartement de Cardiff, où il dépose quelques effets personnels avant de reprendre la route. Sa voiture est retrouvée deux semaines plus tard sur le parking d'une aire d'autoroute près du pont sur la Severn. Il pourrait s'être jeté dans le vide du haut du pont, mais son sort exact reste inconnu.
La disparition d'Edwards devient rapidement une cause célèbre au Royaume-Uni. Elle est abondamment commentée par la presse et attire l'attention sur des sujets comme la dépression, le suicide, l'anorexie et l'automutilation. Ses parents effectuent les démarches judiciaires nécessaires pour qu'il soit officiellement déclaré mort le 23 novembre 2008.
Les Manic Street Preachers poursuivent leur carrière en trio après la disparition d'Edwards. Le premier album qu'ils enregistrent sans lui, Everything Must Go (1996), inclut encore plusieurs chansons écrites ou coécrites par lui. En 2009, le groupe publie Journal for Plague Lovers, un album entièrement composé de chansons dont les paroles ont été écrites dans les derniers mois de la vie d'Edwards.

## Discographie
- 1992 : Generation Terrorists
- 1993 : Gold Against the Soul
- 1994 : The Holy Bible
- 1996 : Everything Must Go
- 2009 : Journal for Plague Lovers